# ذي سيمز 3: جزيرة الفردوس
ذي سيمز 3:جزيرة الفردوس (بالإنجليزية: The Sims 3]]: Island Paradise]])‏ هي لعبة فيديو تاريخ صدورها هو يونيو 2013 . وهي متوفرة على أجهزة ويندوز وماك أو إس . اللعبة من تطوير إلكترونيك آرتس وهي من نشر إلكترونيك آرتس .

## موجز القصة
تدور القصة حول العيش بين مجموعة من الجزر والقدرة على التنقل بينها، ستتمكن في هذه النسخة من امتلاك منتجعات والقدرة على تصميمها وتعديلها كيف تشاء.